# Plan 9
Plan 9 — це сучасне (відносно інших Unix) бачення багатокористувацької операційної системи, що розроблена перш за все з думкою про організацію мереж та роботи в них. Розроблена в Computing Science Research Center of AT&T Bell Laboratories (наразі це Lucent Technologies, Bell Labs).
Plan 9 — це розподілена система. Типова інсталяція Plan 9 буде включати файл-сервери, CPU-сервери (обчислювальні), що займаються також задачами аутентифікації та шлюзування, та велику кількість терміналів. Вказані 3 компоненти є базовими, що об’єднуються за допомогою великого різноманіття мереж. Працює на багатьох апаратних платформах і дуже точно відповідає ідеї побудови великих розподілених систем, завдячуючи значним можливостям конфігурування, уникаючи звичних моделей мережевих робочих станцій та центрального сервера.
Назва операційної системи «Plan 9 from Bell Labs» — алюзія на класичний науково-фантастичний кінофільм «Plan 9 from Outer Space».

## Історія
Розробка Plan 9 розпочалася в кінці 80-х, перша версія вийшла в 1993 році. Останній вихід — четверта версія (квітень 2002, поновлення — червень 2003), що зазнала значних змін, починаючи з файлового протоколу 9P, ядро (операційної системи), бібліотеки та багато ще чого було перепроектовано та змінено. Операційну систему «звільнено» 7 червня 2000 року — третя версія стала доступною для вільного закачування під ліцензією сертифікованою OSI. Щоправда, перипетій відносно ліцензії було багато, зокрема міститься й заборона для державних установ, та головним було активне висловлювання Річарда Столмена (Free Software Foundation), який закликав у жодному випадку не використовувати систему у зв’язку із її несумісністю з єдиною вірною на його думку GPL. Та подібна несумісність не наклала обмежень на право модифікувати, копіювати й розповсюджувати код за власним бажанням безкоштовно.

## Розробники
Операційна система розроблена в тій самій лабораторії, що займалася розробкою Unix. Серед великої команди присутні як вельми відомі імена, що вважаються гуру програмування — Браян Керніган, Денніс Рітчі, Кен Томпсон, Пресотто, так і молодші, зокрема, Роб Пайк (Rob Pike) — основний розробник останньої версії, що раніше написав добрий десяток віконних середовищ для Unix та Plan 9, він автор також і першої растрової віконної системи для Unix, автор декількох відомих книг та співавтор праць наведених гуру.

## Інше
Plan 9 створена з метою прийти на заміну Unix. Ідея побудови Plan 9 — створення дешевої системи з дешевих сучасних мікрокомп’ютерів та з можливістю централізованого керування. Система Unix уже не задовольняла потреби. З середини 80-х відбувся відхід від схеми великих централізованих комп’ютерів та терміналів до мереж невеликих персональних машин. 
- Unix працювала в режимі розподілу часу
- її адаптація до нових технологій була дуже обмеженою
- графічні й мережеві можливості були недостатньо добре інтегрованими
- монолітний принцип організації мереж старих систем не дозволяв безпроблемно адмініструвати персональні машини

Та були й особливості Unix, що були перейняті, зокрема використання файлової системи для координування імен ресурсів та доступу до них — ідея була розширена — створено протокол мережевого рівня 9P для доступу до файлів віддалених машин. Також сама ідеологія файлу розширена — ним можливо представляти будь-що (інформацію, пристрої, драйвери…). Також була розроблена система іменування, що дозволяла користувачам будувати власну обчислювальну мережу за бажанням, а не лише обчислювати все на власній машині. Була помічена висока перспективність цієї ідеї, вона була перейнята на всі елементи операційної системи — трактування ресурсів ОС, як елементів файлової системи — процеси, графіку та й саму мережу.
Чому було переглянуто так багато, що система стала вже зовсім не Unix? Створюючи нову систему, автори змогли вирішити проблеми, які лежали в ідеології Unix. Хоча Plan 9 і підтримує середовище емуляції POSIX, це не головне в системі, більшість системного ПЗ було розроблено в «рідному» середовищі Plan 9.
Шалена[джерело?] кількість ідей, закладених до елементів систем приємно[джерело?] вражає та викликає масу зіткнень із звичками, як-от перший розбір з інтерфейсом Acme. Ознайомлення з подібною системою більш необхідно для розуміння недоліків, які на нас[що?] накладені спадковістю Unix та можливості глянути зі сторони для оцінки того, що маємо. 
Для ознайомлення можливо завантажити дистрибутив розміром 60-70Мб, та все ж ставити краще на віртуальну машину, через невелику кількість драйверів для периферійних пристроїв. Незважаючи на простоту й досконалість системи, усвідомити це навряд чи вдасться з першого завантаження, чи й навіть навпомацки. На щастя, є доволі багато документації, яку варто переглянути навіть і без Plan 9, а безпосередньо для свого світогляду[що?].

## Ресурси тенет
- Головна сторінка